# Ipanema (Rio de Janeiro)
Ipanema is een wijk in het zuiden (Zona Sul) van de Braziliaanse stad Rio de Janeiro, tussen Leblon en Arpoador. Het strand van Ipanema is beroemd geworden dankzij het liedje Garota de Ipanema (beter bekend als The Girl from Ipanema), gecomponeerd door Antônio Carlos Jobim, met tekst van Vinicius de Moraes en uitgevoerd door Jobim zelf, João en Astrud Gilberto, en Stan Getz. Ipanema grenst aan het misschien nog bekendere strand van Copacabana.
De Ipanemawijk heeft veel restaurants, cafés, winkels, bars en nachtclubs en is populair bij zowel toeristen als lokale bevolking. Dit in tegenstelling tot Copacabana dat toch meer als toeristisch en mainstream wordt beschouwd.
Ipanema wordt algemeen gezien als het veiligste district in de Zona Sul. De film Cidade de Deus heeft een andere indruk nagelaten over de stad Rio. Ipanema echter is een heel eind verwijderd van die bepaalde favela's en de film is ook gebaseerd op 30 jaar terug. Ipanema krijgt meer politie toegewezen dan de omringende gebieden en kan dus als veilig beschouwd worden.
De benaming Ipanema komt van de indianen die daar vroeger woonden. Vrij vertaald betekent het 'vuil water'. Doordat de golven aan het strand van Ipanema pas laat breken, jaagt het de vissen weg waar de indianen toentertijd naar kwamen vissen. Vandaar de benaming 'vuil water'.

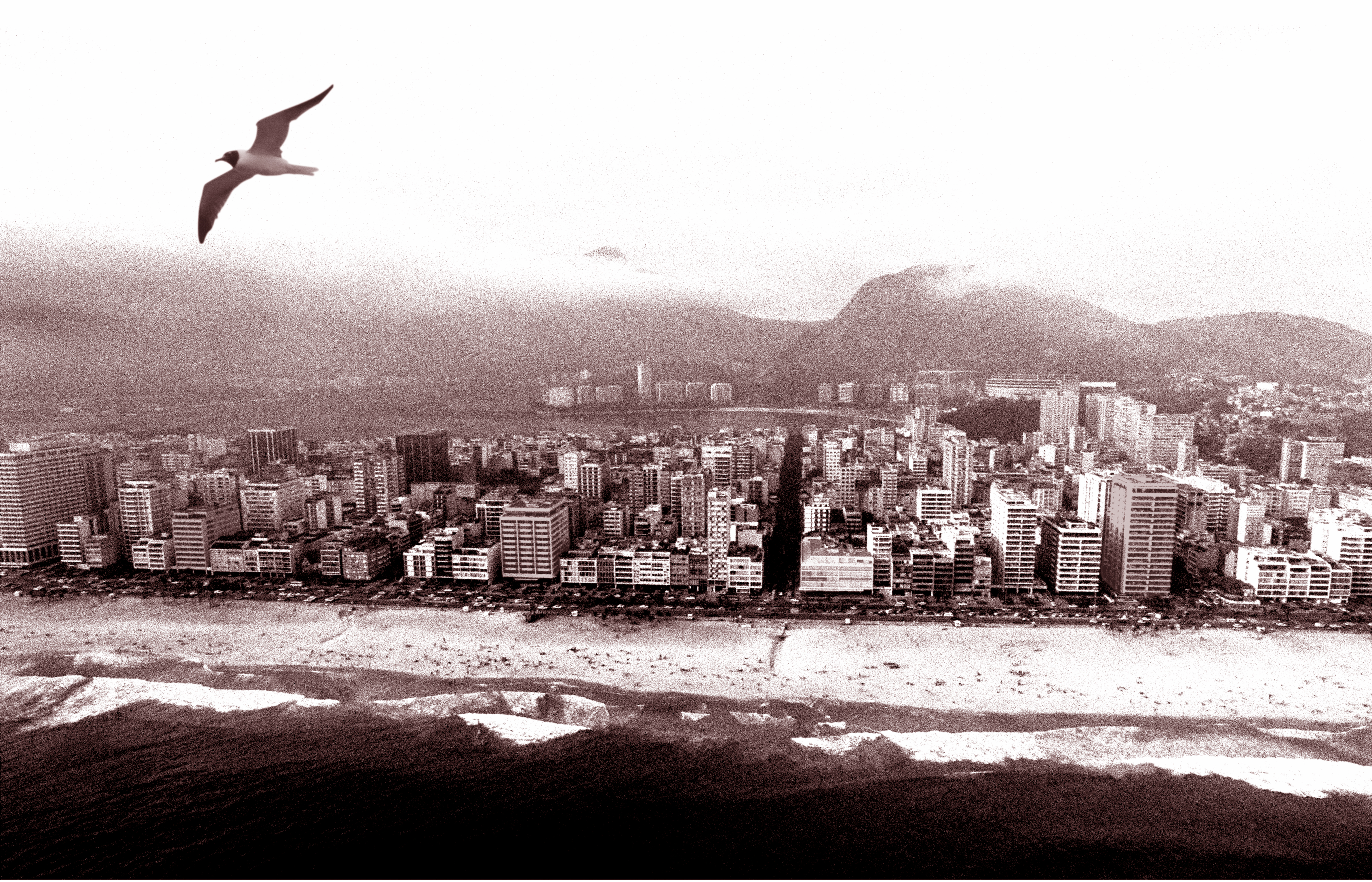
Luchtfoto uit 1985 met zicht op de wijk en de lagune Lagoa Rodrigo de Freitas

## Verkeer en vervoer

### Metro
| Station                                        | Lijn |
| ---------------------------------------------- | ---- |
| Station Estação General Osório / Ipanema       |      |
| Station Estação Nossa Senhora da Paz / Ipanema |      |